# 汤清益
汤清益，又名雅谷·汤，印度尼西亚华人，曾致力于印度尼西亚独立并协助将巴布亚归入印度尼西亚版图。
汤清益是来自望加锡的汤氏家族成员，他于1930年代移居巴布亚岛，在瓦洛本县从事鳄鱼捕捞。他的妻子拉维雅伊是巴布亚土著。桑·拉杜朗伊和他的战友们经常会去汤清益家里开会，主要讨论关于西伊里安与印度尼西亚统一的准备工作。他还被任命为伊里安印度尼西亚独立党组织第一专员。
印度尼西亚政府为纪念其为西伊里安归入印度尼西亚领土而做出的贡献，在其去世后将其安葬在塞鲁伊烈士陵园。他是约里斯·拉维雅伊的父亲。